# Morten Hebsgaard
Morten Hebsgård (født 31. marts 1963) er en dansk skuespiller.
Hebsgård er uddannet fra Skuespillerskolen ved Odense Teater i 1995. 
Indehaver af firmaet Hebsgård Comedy. 

## Filmografi
- Når mor kommer hjem (1998)
- Brødre (2004) – 2. fængselsbetjent
- Ambulancen (2005) – Betjent
- Den store dag (2005) – Mand på café
- Hjemve (2007)
- Kartellet, Arbejdstilsynsmand, Charlotte Sachs Bostrup, Nordisk Film, 2013.
- Spies & Glistrup, Holger Damm, Christoffer Boe, Alphaville Productions og Nordisk Film, 2013.
- De frivillige (2019)

## Tv-serier
- Muldvarpen, Muldvarpen, John Carlsen, DR, 1995.
- Morten Korch, Smed, Lone Scherfig, Zentropa, 2000
- Skjulte Spor, Politibetjent, Simon Staho, TV3, 2002.
- Forsvar, afsnit 14 (2004) – Læge Jørgen Haslund
- Krøniken, afsnit 11 (2005) – Leth
- Ørnen, afsnit 19 (2006) – Preben Nielsen
- Sommer, afsnit 9 (2008) – Kræftlæge
- Livvagterne, politibetjent, H. Fabian Wullenweber, DR, 2010.
- 2900 Happiness, afsnit 96 (2009) – Nabo
- Lærkevej, Læge, Tilde Harkamp, TV2, 2011.
- Husk Lige Tandbørsten, Præsten, live TV, DR, 2012
- Pendler Kids, Niels, Oliver Zahle/Christian Grønvall, DR, 2012.
- Limbo 3, Preben Præst, Christian Grønvall, DR, 2013

## Teater (skuespil, forfatter, rolle, instruktør, teater, år)
- ÆrØ, Jesper Wung-Sung, Æik, Liv Helm, Baggårdteatret, 2009 + turné i 2010.
- Den Tapre Dreng, B. Z. Madsen, Far, Michael Helmut, Dramatikervæksthuset, 2007.
- Store Forventninger, Charles Dickens, Droodle, Hans Rosenquist, Århus Teater, 2004.
- Dæmonernes Port, Ryunosuke Aklutagawa, Munken, Henrik Sartou, Odense Teater, 2003.
- Bjørnen, Tjekhov, Luca, Johnathan Poul Cook, Odense Teaters Elevskole, 2003.
- Oliver Twist, Charles Dickens, Sikes, Hans Rosenquist, Odense Teater, 2003.
- Richard den III, Shakespeare, Buckingham, Christoffer Berdal, Odense Teater, 2002.
- Terningerne er kastet, Sartre, Manden, Kim Nørrevig, Odense Teater, 2002.
- Nicholas Nichleby, Charles Dickens, Mr. Bonney + Mr Wititterly osv, Kasper Wilton, Odense Teater, 2001.
- Ronja Røverdatter, Astrid Lindgren, Lill-Klippen, Ole Møllegård, Odense Teater, 2000.
- Sperm Wars, David Lewis, Barry, Ole Møllegård, Odense Teater, 2000.
- Krøblingen Fra Inishmaan, Martin McDonagh, Babby-Bobby, Poul Holm Joensen, Odense Teater, 2000.
- Hamlet, Shakespeare, Laertes, Baltasar Kormákur, Odense Teater, 1999.
- Kaj Munk, W. Topsøe, Kaj Munk, Lærke Reddersen, Odense Teater, 1998.
- Vielsen, Witold Gombrowicz, Drukkenbolten, Troels II Munk, Odense Teater, 1998.
- De Lystige Koner i Winsor, Shakespeare, Pistol, Jacek Bunsch, Odense Teater, 1998.
- Ulysses Von Ithacia, Holberg, Prins Paris, Kim Nørrevig, Odense Teater, 1998.
- De Fortabte Spillemænd, William Heinesen, Sirius, Eyun Johannesen, Odense Teater, 1997.
- Funny Money, Ray Cooney, Lægen, Lesley Lawton, Odense Teater, 1997.
- Fata Morgana – Med Det Hele, os selv, Lillebror, Anders Nyborg, Odense Internationale Musikteater, 1997.
- Samfundets Støtter, Henrik Ibsen, Fuldmægtig Krap, Peter Kupke, Odense Teater, 1997.
- Jeppe på bjerget, Holberg, Lakaj, Hans Rosenquist, Grønnegårdsteatret, 1996.
- Rejsekammeraten, H. C. Andersen og Bo Hr. Hansen, P. C. Andersen, Lars Knutzon, Odense Teater, 1996.
- Den Gale Fra Chaillot, Jean Giraudoux, Livredderen mm., Peter Kupke, Odense Teater, 1996.
- Belsebubsonaten, S. I. Witkiewicz, Joachim De Campos De Baleastadar, Piotr Cholodzinski, Odense Teater, 1995.
- Det bli'r i familien, Ray Cooney, Dr. Mike Connolly, Lesley Lawton, Odense Teater, 1995.
- Mary Frankenstein, Per Frohn Nielsen, Præst, Per Frohn Nielsen, Odense Teater, 1994.